# 1334 w polityce

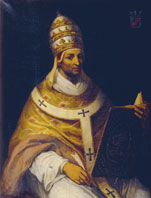
Jan XXII

Wydarzenia polityczne w 1334 roku.

## Wydarzenia
- przesunięcie terminu wygaśnięcia rozejmu polsko-krzyżackiego do czerwca 1335[1].

## Zmarli
- 4 grudnia Jan XXII, papież[2].